# 疾病

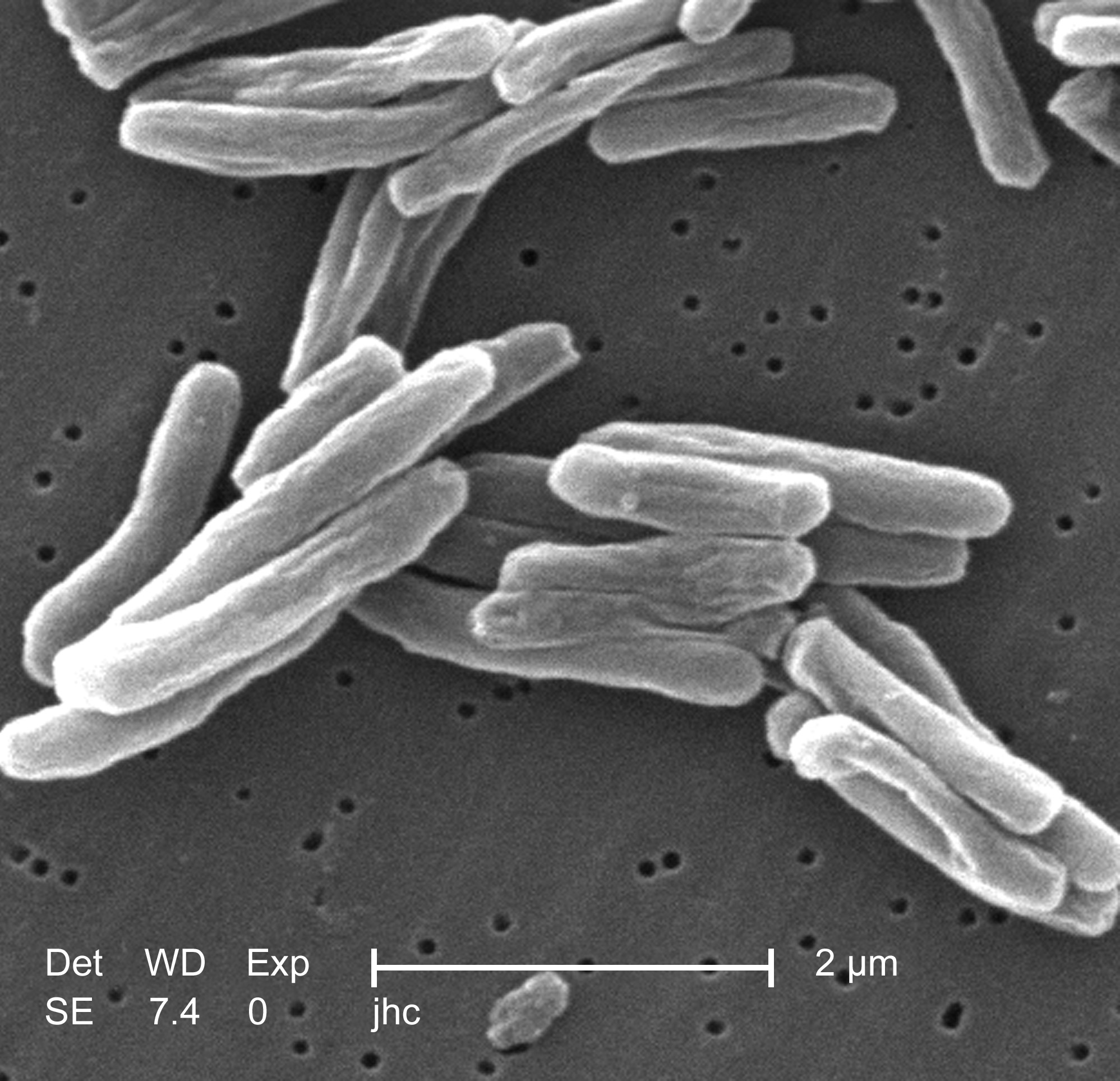
掃描電子顯微鏡下的結核桿菌，是結核的病原菌

疾病（disease）是生物在一定原因的损害性作用下，因自稳调节紊乱而发生的异常生命活动过程，属于特定的異常病理情形，且會影響生物體部分或所有组织、器官、系统的功能、代谢和形态结构，致使其与内外环境间失衡而引起的各种症状、体征和行为异常。植物的疾病又称病害。
疾病通常被认为是与特定症狀及醫學徵象相关的「医疗状况」（medical condition）或「身體病況」，疾病可由病原体等外部（外在）因素引起，也可由内部（內在）功能障碍引起。例如免疫系统的内部功能障碍可产生多种不同的疾病，包括各种形式的免疫缺陷、超敏反应、过敏和自身免疫性疾病。
但是，疾病不一定是由单一因素引起。致病的原因往往因为环境因素作用于遗传易感体；它是有规律的发展过程。疾病导致一系列的功能、代谢和形态结构的变化，并由此而产生各种症状和醫學徵象，这是认识疾病的基础。疾病是完整机体的反应，但不同的疾病又在一定部位（器官或系统）有它特殊的变化。生病时，机体内各器官系统之间的平衡关系和机体与外界环境之间的平衡关系受到破坏，机体对外界环境适应能力降低，体力减弱或丧失。
机体对病因所引起的损害，会相应地产生一系列抗损害反应，但是此过程若发生自稳调节的紊乱、损害和抗损害拮抗反应，会不良地表现为疾病过程中各种复杂的机能、代谢和形态结构的异常变化，而这些变化又可使机体各器官系统之间以及机体与外界环境之间的协调关系发生障碍，从而引起各种症状、体征和行为异常，特别是对环境适应能力和体力减弱甚至丧失。
對人類而言，疾病一般會用來泛指會造成疼痛、異常行為甚至死亡的條件。在此定義下，疾病有時也包括受傷、身心障礙、功能失調、症候群、感染、獨立的症狀、特異的行為等。不過在其他領域可能會有不同的分類。疾病不一定只影響人的生理，也會對人的情緒造成影響，患有某一疾病可能會影響人的生活態度及人格。
由於疾病造成的死亡會歸類為自然死亡。疾病可以分為四類：病原類疾病、营养缺乏類疾病、遺傳類疾病及心理類疾病。疾病也可以用傳染病及非傳染病來分類。造成最多人死亡的疾病是冠狀動脈疾病，再來是腦血管疾病及下呼吸道感染。
在古漢語中，「疾」表示小病等不嚴重的病情，「病」表示大病或者重病；而在現代漢語中，兩者已混同，合稱「疾病」並簡稱「病」，不再根據病情輕重區分。

## 歷史人物
以下人物是在历史上对疾病机理学曾作出突出贡献。
- 安东尼·范卢文霍克（1632年-1723年）：改進显微镜，建立微生物学
- 路易·巴斯德：倡導疾病細菌學說（菌原論）和發明預防接種方法
- 羅伯·柯霍：發現炭疽桿菌、結核桿菌和霍亂弧菌，發展出判斷疾病病原體的柯霍氏法則
- 愛德華·詹納：種牛痘的發明者
- 乔纳斯·索尔克及阿爾伯特·沙賓：分別發明脊髓灰質炎疫苗
- 亚历山大·弗莱明：发现世界首種抗生素（即青黴素），启迪了当今世界多种抗生素的发现与研究
- 格哈德·多馬克：發現了能有效對抗細菌感染的藥物百浪多息
- 张仲景：寫作的《傷寒雜病論》，是中醫史上第一部理、法、方、藥具備的經典

## 种类
世界卫生组织编写的“国际疾病分类第十版”中记载的病名达到一万多种；以下根据中国大陆《第二次国家卫生服务调查疾病分类---编码表》对疾病的分类，列举如下：
- 传染病
- 寄生虫病
- 恶性肿瘤
- 良性肿瘤
- 内分泌疾病（营养和代谢疾病及免疫疾病）
- 血液疾病（英语：Blood disease）
- 精神疾患
- 神经系統疾病
- 眼及附器疾病
- 耳和乳突疾病
- 循环系统疾病
- 呼吸系统疾病
- 消化系统疾病（英语：Gastrointestinal disease）
- 泌尿生殖系统疾病
- 妊娠、分娩病及产褥期并发症
- 皮肤和皮下组织疾病
- 肌肉、骨骼系统和结缔组织疾病
- 损伤和中毒

## 類型
疾病的分类方法很多，除了世界卫生组织制定的标准以外，中国大陆也各个医疗机构对疾病有各自的分类方法，有些分类是根据部位来分，因此很多疾病没有概括进去，如遗传性疾病、性病、食物中毒（食源性疾病）等。

### 傳染病
傳染病是一種可以從一個人或其他物種，經過各種途徑傳染給另一個人或物種的感染症。通常這種疾病可藉由直接接觸已感染之個體、感染者之體液及排泄物、感染者所污染到的物體，亦可透過飲水、食物、空氣或其他載體而散佈。常見的傳染病像腸胃炎、感冒、瘧疾等，愛滋病也是傳染病的一種。

### 非傳染性疾病
非傳染性疾病是指沒有傳染性的疾病，可能是像糖尿病等進程緩慢的慢性病，也可能會迅速導致死亡，如某種突發的腦溢血。非傳染性疾病包括自體免疫性疾病、心血管疾病、中風、癌症、阿兹海默病等。

### 食源性疾病
食源性疾病也稱為食物中毒，泛指所有因為進食了受污染食物、致病細菌、病毒，又或被寄生蟲、化學品或天然毒素（例如：有毒蘑菇）感染了的食物。

### 文明病
文明病是指一些水和食物、生活型態和環境等因素有關的疾病，而且當國家變得更工業化及人類活得更長壽時，文明病的比例就會增加，包括有阿茲海默病、動脈硬化、腫瘤、肝硬化之慢性肝病、慢性阻塞性肺病、2型糖尿病、心臟病、慢性腎衰竭之腎炎、骨質疏鬆症、中風及肥胖症等。

### 精神疾患
精神疾患是指可導致病患顯著困擾或功能損害的行為或心理模式，常見有重性抑鬱疾患、焦慮症、思覺失調症、注意力不足過動症等。

### 器質性病變
器質性病變一般是指某一器官或組織以目視或顯微鏡觀察下，可見結構性的病理改變及損傷，一般不可逆且多半是永久性改變。相對於器質性病變的是功能性病變，器官沒有病變，只是支配器官的神經系統失調。

## 預防
許多疾病都可以藉由一些方式來預防，包括衛生、充足營養、適量的運動、疫苗接種及其他自我照護及公共衛生的方式。

## 治療
醫學治療是指為了治癒某一疾病或是減輕疾病的影響而進行的措施。常見的治療包括藥物、手術、医疗器械及自我照護，心理疾病有時會配合心理治療。治療一般會由有組織的醫療照護系統，或是由病人本人或是家人進行。
預防醫學是在第一時間避免受傷、生病或是疾病的方法。治療則是在有罹患疾病後才會進行的方式。治療會試圖改善問題或是使病症消失，但治療不一定可以完全的治癒疾病，特別，是一些慢性病。治癒是指治療後永久性的解決疾病帶來的問題，有些疾病無法完全治癒，但仍然可以進行治療，疼痛控制是醫學中的一個分支，著重在舒緩疼痛，並且提昇在疼痛中病人的活品質。
醫療緊急情況下需及時獲得治療，一般會透過急症室進行，若是比較不嚴重的情形，則會透過紧急护理機構。

## 流行病學
流行病學研究造成疾病的一些因素，有些疾病會在特定的地理區域中出現、在特定基因或是特定社會經濟環境的人身上出現，或是在一年中的特定季節出現，這些都是流行病學研究的主題之一。
流行病學是公共衛生研究的基礎方法，在判斷疾病的危險因子時非常重視循证医学。在傳染病及在非傳染病的研究上，流行病學從疾病爆發的調查、資料的收集及分析、有關假說統計檢定的模型建立、到結果的文獻建立，送交到同行評審的期刊等。流行病學也會研究人群中疾病之間的交互作用，稱為syndemic。流行病學家會需要許多相關科學學科的知識，例如生物學（更可以了解疾病的進展）、生物統計學（整理已有的相關資訊）、地理信息系统（了解地理相關的資訊）及社会科学（了解近端及遠端的危險因子）。流行病學有助於找到造成疾病的原因，也可以提供預防的效果。
在疾病研究時，流行病學常要面臨如何定義一疾病的問題，特別是一些較少認識的疾病。不同的人可能會有不同的定義，而且彼此之間差異很大。若沒有一致性的定義，不同的研究者可能會對同一種疾病的特性及相關資料整理出不一致的結果。
有些發病率的資料庫會整合各地區衛生主管機構的資訊，可能是全國的（例如全國醫院發病率數據庫，National hospital morbidity database，簡稱NHMD），或者是整個歐洲的（例如歐洲醫院發病率數據庫，European Hospital Morbidity Database，簡稱EMDB）)，不過還沒有全世界的資料庫。

## 延伸阅读
[在维基数据编辑]
 《欽定古今圖書集成·明倫彙編·人事典·疾病部》，出自陈梦雷《古今圖書集成》

## 外部連結
- Health Topics （页面存档备份，存于） , MedlinePlus descriptions of most diseases, with access to current research articles.
- OMIM （页面存档备份，存于）  Comprehensive information on genes that cause disease at Online Mendelian Inheritance in Man
- CTD （页面存档备份，存于）  The Comparative Toxicogenomics Database is a scientific resource connecting chemicals, genes, and human diseases.
- NLM （页面存档备份，存于）  Comprehensive database from the US National Library of Medicine
- Health Topics A-Z （页面存档备份，存于） , fact sheets about many common diseases at Centers for Disease Control
- The Merck Manual （页面存档备份，存于）  containing detailed description of most diseases
- Report: The global burden of disease （页面存档备份，存于）  from World Health Organization (WHO), 2004
- Free online health-risk assessment （页面存档备份，存于）  by Your Disease Risk at Washington University in St Louis